# خاکسپاری یک سیب‌زمینی
خاکسپاری یک سیب‌زمینی (لهستانی: Pogrzeb kartofla) یک فیلم درام لهستانی به کارگردانی یان یاکوب کُلسکی است که در سال ۱۹۹۰ منتشر شد. این فیلم در بخش نوعی نگاه جشنواره فیلم کن ۱۹۹۱ به نمایش درآمد.

## گزیدهٔ بازیگران
- فرانچیشک پیچکا
- آدام فرنتسی
- ماریوش سانیترنیک
- گراژینا بوئنتسکا-کولسکا
- بوگوسواف سوخناتسکی
- گژگوش خرومینسکی
- کاتاژینا وانیفسکا
- هنریک نیه‌بودِک
- کریستینا فلدمان
- یان یانکوفسکی
- فلیکس شاینرت